# Velilla de Medinaceli
Velilla de Medinaceli es una localidad española del municipio de Arcos de Jalón, perteneciente a la provincia de Soria, en la comunidad autónoma de Castilla y León. Está ubicada en la comarca de Arcos de Jalón y en el partido judicial de Almazán.

## Situación
Accediendo desde la antigua carretera nacional II entre Jubera y Somaén, en la margen derecha de la Hoz del Alto Jalón, encontramos el pueblo escondido entre valles, tras subir durante 4 km por una retorcida carretera.

## Geografía
Con una extensión de 67,65 km², Velilla es la localidad del municipio de Arcos de Jalón mejor abastecida en recursos hidráulicos, con numerosos manantiales y riachuelos, aparte del río Blanco (afluente del río Jalón) que pasa por sus tierras. El gentilicio de sus habitantes es velilleros.
El pueblo está rodeado de montañas, destacando entre ellas Peñarrubia (1200 m), La Coronilla (1177 m) y Peña Atalaya (1176 m).

## Historia

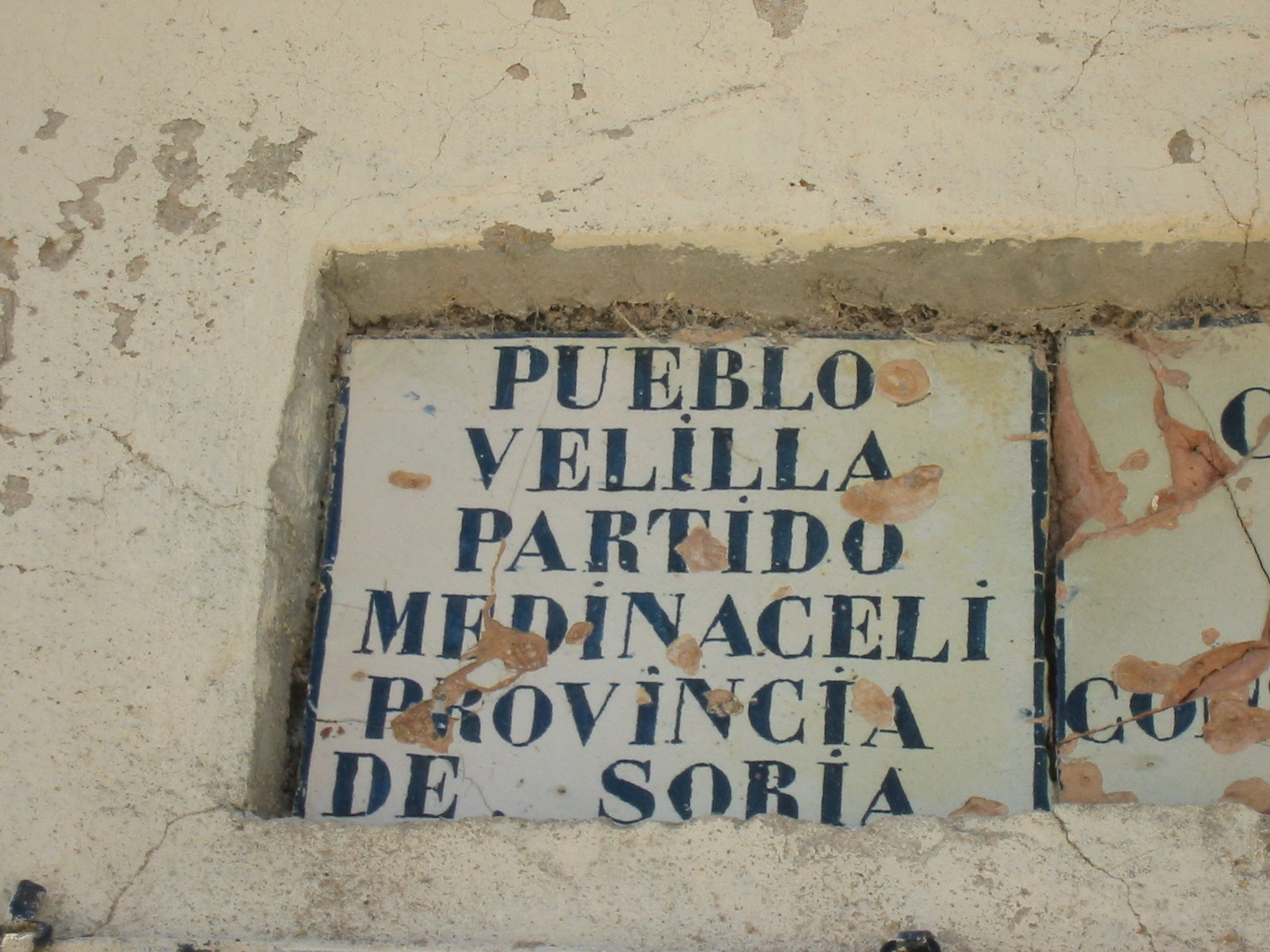
Placa en Velilla

Cerca de Velilla (en Somaén) se han encontrado restos de la Edad del Hierro, y ya dentro del propio término existe una pequeña necrópolis rupestre con tumbas antropomorfas en lo alto del barranco donde se encuentra la minicentral hidroeléctrica de río Blanco.
Su topónimo aparece documentado, como Villiela, ya en 1197. A la caída del Antiguo Régimen la localidad se constituyó en municipio constitucional, conocido entonces como Velilla o Velilla de Medina, en la región de Castilla la Vieja que en el censo de 1842 contaba con 89 hogares y 356 vecinos. A mediados del siglo XIX, el lugar tenía contabilizadas 90 casas. Aparece descrito en el decimoquinto volumen del Diccionario geográfico-estadístico-histórico de España y sus posesiones de Ultramar de Pascual Madoz de la siguiente manera:

VELILLA: l. con ayunt. que lo forma con las ald. de Lomeda y Avenales en la prov. de Soria (13 leg.), part. jud. de Medinaceli (2), aud. terr. y c. g. de Búrgos (33), dióc. de Sigüenza (6): sit. en una pequeña elevacion á orillas del riach. Blanco, que pasa lamiendo las casas; goza de buena ventilacion y saludable clima. Tiene 90 casas; la consistorial; escuela de instruccion primaria frecuentada por 26 alumnos de ambos sexos á cargo de un maestro dotado con 720 rs.; una igl. parr. (La Presentacion de Ntra. Sra.) servida por un cura y un sacristan. Confina el térm. con los de Somaen, Jubera, Medinaceli, Ures, Sagides y Arcos; dentro de él se encuentran varios manantiales de buenas aguas, y una ermita (San Roque). El terreno, bañado por el indicado r. y varios arroyos, que brotan dentro de la jurisd., es de buena calidad. caminos: los que dirigen á los pueblos limítrofes, todos de herradura y en mediano estado. correo: se recibe y despacha en Medinaceli. prod.: cereales, legumbres, patatas, cáñamo, nabos, yerbas de pasto, con las que se mantiene ganado lanar, cabrio, vacuno, yeguar, asnal y de cerda. ind.: la agrícola, varios tejedores de lienzos y paños ordinarios, zapateros, sastres y algunos otros de los oficios mas indispensables. pobl.: 79 vec., 312 alm. cap. prod.: 97,852 rs. 14 mrs. imp.. 43,994.
(Madoz, 1849, p. 652)

A mediados del siglo XIX crece el término del municipio porque incorpora a Arbujuelo y Jubera . 
Según el Nomenclátor descriptivo, Geográfico y Estadístico del Obispado de Sigüenza, de 1886:

Tiene además, una fábrica de papel, casa rectoral, varios molinos harineros, y esquela (escuela) incompleta dotada anualmente con 625 pesetas, casa y retribuciones. El terreno no es de la peor calidad y sus producciones, granos, legumbres, patatas, judías, hortaliza y fruta. Es centro de Conferencias, donde asisten los pueblos indicados en su vecino Somaén, y corresponde al arciprestazgo de Medinaceli, que es también su partido judicial, a la provincia y Audiencia de Soria, y a la Capitanía general de Burgos, de cuyos puntos y Sigüenza, le separan las mismas distancias, que desde Arbujuelo, su anejo".

A principios del siglo XX disminuye el término del municipio porque independiza Jubera. El municipio de Velilla desapareció en 1967, al fusionarse con los de Arcos de Jalón, Aguilar de Montuenga, Chaorna, Montuenga, Judes, Iruecha, Layna, Sagides, Somaén y Jubera.

## Demografía
| Gráfica de evolución demográfica de Velilla de Medinaceli entre 1842 y 1960 |
| |
| Población de derecho según los censos de población del INE Población de hecho según los censos de población del INEEn este censo se denominaba Velilla: 1842 En estos censos se denominaba Velilla de Medina: 1857 y 1860 Entre el censo de 1857 y el anterior, crece el término del municipio porque incorpora a 425007 (Arbujuelo) y 42564 (Jubera) Entre el censo de 1930 y el anterior, disminuye el término del municipio porque independiza a 42564 (Jubera) Entre el censo de 1970 y el anterior, este municipio desaparece porque se integra en el municipio 42025 (Arcos de Jalón) |

En la actualidad sólo cuenta con 21 habitantes, 13 varones y 8 mujeres (INE, 2008) si bien llegó a contar a finales del siglo XIX con "unas 1150 almas con sus agregados municipales Avenales, Jubera, Arbujuelo y Lomeda, de cuyo número de almas, le corresponden unos 120 vecinos".

## Lugares de interés

### La Chorronera

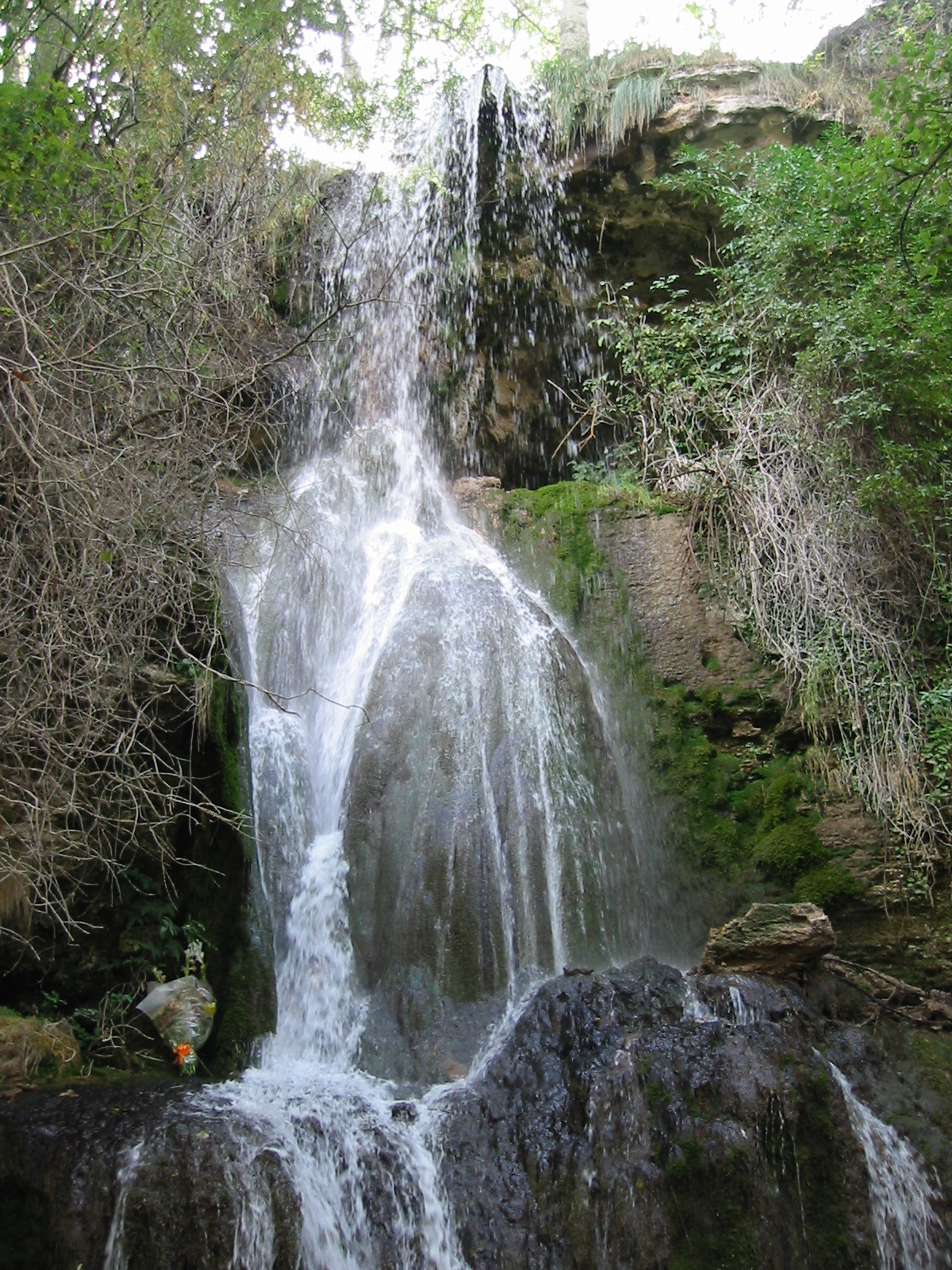
La Chorronera, cerca de Velilla

El lugar más impresionante de Velilla puede encontrarse en un salto de agua que en el curso del río Blanco propicia un desnivel de unos veinte metros situado en los Cañizares, donde la falla rocosa se resuelve en una cascada denominada La Chorronera. Próxima a ella, una central eléctrica ha entrado de nuevo en funcionamiento después de estar sin actividad desde hace casi treinta años.

### Lavadero público
Igualmente es llamativo su lavadero público, digno de ser restaurado y promocionado turísticamente. Y existen además fuentes de agua sulfurosa con sabor a huevos podridos pero benéficas para algunas enfermedades y eccemas, y hasta una fuente de agua ferruginosa, buena para abrir el apetito.

### Cruz pétrea
En la encrucijada de la que parte el camino al despoblado de Avenales y el de la Chorronera, se encuentra una cruz pétrea que supera el metro sesenta de altura.

### Iglesia "Presentación de Nuestra Señora"
En la iglesia parroquial de la "Presentación de Nuestra Señora" hay un retablo renacentista del siglo XVI y otros tres del siglo XVIII.

### La Mina y el Río Blanco
En la margen derecha del río Blanco, a la altura del escalón que salva la carretera con unas contracurvas, quedan los restos abandonados de una antigua mina de hierro, con sus galerías y barracones en avanzado estado de deterioro. Por la misma pista se continúa hasta la Balsa, con presencia de anátidas en algunas temporadas y también restos de un cementerio medieval con tumbas excavadas en la roca

### Monte de La Coronilla
Subiendo por la pista que indica monte de Velilla se asciende tras varios kilómetros hasta la explanada de La Coronilla. Desde su cima se localizaba un castro celtíbero, ahora oculto entre las encinas. Sin embargo, se puede distinguir la muralla que lo rodeaba y las entradas de acceso al recinto amurallado (una por la zona de Velilla y la otra por el Oeste).
Durante el verano (desde julio hasta finales de septiembre) nos encontraremos con la sorpresa de tropezarnos con un punto de vigilancia de incendios en su cima. Desde allí los chavales se dedican a vigilar que no se nos queme nuestro valioso patrimonio natural y siempre estarán encantados de charlar con vosotros y explicaros desde su situación privilegiada los paisajes que se divisan.

## Festividades
- 16 de agosto - San Roque, patrón de la localidad, realizándose una misa y una procesión en honor al santo.

## Personas notables
En 1812 nació en Velilla el compositor Joaquín Espín y Guillén, fundador de la primera revista musicológica española y organista de la Real Capilla. Se casó con la sobrina de una soprano casada con el gran Rossini, quien le puso en contacto con Verdi. Su hija Julia fue el gran amor platónico -no correspondido- de Gustavo Adolfo Bécquer.